# Saint-Ybars

Saint-Ybars este o comună în departamentul Ariège din sudul Franței. În 1 ianuarie 2022 avea o populație de 670 de locuitori.